# Júlio Espectato
Júlio Espectato (em latim: Iulius Spectatus) foi um oficial romano do século III. É mencionado em duas inscrições provenientes da Germânia Superior nas quais é estilizado como equestre legionário na primeira e protetor primipilar na segunda.